# Oops! (bài hát của Super Junior)
"Oops!" là bài hát bởi Super Junior kết hợp vớif(x). Bài hát phát hành như một phần của phiên bản repackaged của album phòng thu thứ 5, Mr. Simple vào ngày 19 tháng 9 năm 2011.

## Bối cảnh
Lời bài hát được viết bởi Misfit và thành viên Super Junior gồm có Eunhyuk, Donghae, Shindong, Leeteuk và Heechul, và cũng là những người viết phần rap. SM Entertainment miêu tả bài hát như "mô tả bài hát rap độc đáo mà cho thấy sức hấp dẫn đặc biệt của Super Junior và f(x) làm mới giọng hát và hiệu ứng âm thanh làm tăng gấp đôi niềm vui của bài hát." Bài hát cũng có sử dụng đàn guitar và nền âm thanh tổng hợp của đàn Synthesizer thực hiện bởi Hitchhike, nhà sản xuất và giám đốc sản xuất của bài hát.

## Trình diễn
Bài hát lần đầu trình diễn trên chương trình âm nhạc Yoo Hee-yeol's Sketchbook vào ngày 30 tháng 9 năm 2011 cùng với thành viên Girls' Generation Tiffany. Bài hát được trình diễn trong Super Show 4 vào ngày 19 và 20 với các thành viên f(x) bao gồm Victoria, Amber và Sulli.